# Zeitlbach (Glonn)
Der Zeitlbach ist ein kleiner Fluss des Donau-Isar-Hügellandes im Landkreis Dachau. Nach etwa 10 km langem Lauf nach insgesamt Ostsüdosten mündet er bei Eisenhofen in der Gemeinde Erdweg im bayerischen von links in die Glonn.

## Name
Der Zeitlbach diente einst Imkern (alter Begriff: Zeidler) als Tränke für wilde Bienen. In einer Urkunde des Bischofs von Freising aus dem Jahr 772 wird der Ort Unterzeitlbach als „Zidalpah“ bezeichnet, was „Bach der Imker“ bedeutet.
Nach dem Bach benannt sind das Kirchdorf Oberzeitlbach, das er durchfließt und das Kirchdorf Unterzeitlbach, das an seinem linken Ufer steht.

## Geographie

### Verlauf
Der Zeitlbach entspringt auf etwa 519 m ü. NHN ungefähr 250 Meter südwestlich der Ortsmitte des Weilers Radenzhofen der Gemeinde Altomünster. Er fließt zunächst ostnordöstlich bis nach Oberndorf, wo er von Westen her einen sogar etwas längeren, aber unbeständiger Wasser führenden Oberlaufast aus Richtung Kiemertshofen aufnimmt.
In der Folge läuft er anfangs ostwärts und wendet sich immer mehr nach Südosten. Dabei fließen ihm aus dem Nordwesten bei Oberzeitlbach der nahe bei Pfaffenhofen entstehende Fischgraben zu und kurz nach seinem Übertritt aufs Gebiet der Gemeinde Erdweg der nördlich von Altomünster entstehende Stumpfenbach im Pfarrdorf Kleinberghofen; beide Nebenflüsse haben an ihrer Zumündung jeweils ähnliche Länge wie der Zeitlbach bis dorthin.
Gegen Ende seines folgenden letzten Laufdrittels fließt er zwischen den Erdweger Kirchdörfern Eisenhofen am linken und Petersberg am rechten  Hang hindurch und fließt wenig später auf etwa 472 m ü. NHN von links in die Glonn ein.
Der Zeitlbach mündet nach 10,3 km langem Lauf mit mittlerem Sohlgefälle von etwa 4,6 ‰ rund 47 Höhenmeter unterhalb seines Ursprungs bei Radenzhofen.

### Einzugsgebiet
Der Zeitlbach hat eine 37,9 km² großes Einzugsgebiet, das naturräumlich  zum Donau-Isar-Hügelland gehört. Es ist eine überwiegend offene Landschaft mit mehr Äckern als Wiesen in der Flur; die Waldanteile liegen vor allem am Rande und inselhaft auf den Hügelkämmen.

## Zuflüsse
Hierarchische Liste einer Auswahl der Zuflüsse, jeweils von der Quelle zur Mündung. Mit Gewässerlänge und Höhe. Andere Quellen für die Angaben sind vermerkt.
- (Bach von Kiemertshofen her), von links und Westen auf etwa 495 m ü. NHN in Altomünster-Oberndorf, ca. 1,9 km
- Fischgraben, von links und Nordwesten auf etwa 488 m ü. NHN bei Altomünster-Oberzeitlbach, ca. 3,9 km
- Wiesbrunnenbach, von rechts und Westen auf etwa 481 m ü. NHN nach Altomünster-Unterzeitlbach, ca. 2,5 km
- Stumpfenbach, von rechts und Nordnordwesten auf etwa 481 m ü. NHN in Erdweg-Kleinberghofen, 6,2 km[1] und 14,8 km²[1]
  - Halmsrieder Graben, von rechts und Nordwesten am Ortsanfang von Altusried
  - Weiherwiesengraben, von rechts und Nordwesten in Altusried
  - Kalvariengraben, von links und Norden in Altusried-Stumpfenbach
- Nussgraben, von rechts und Westen auf etwa 479 m ü. NHN in Kleinberghofen, ca. 2,1 km
- (Graben in der Glonn-Aue), von rechts und Westsüdwesten nach Erdweg-Petersberg